# Wypadanie odbytnicy

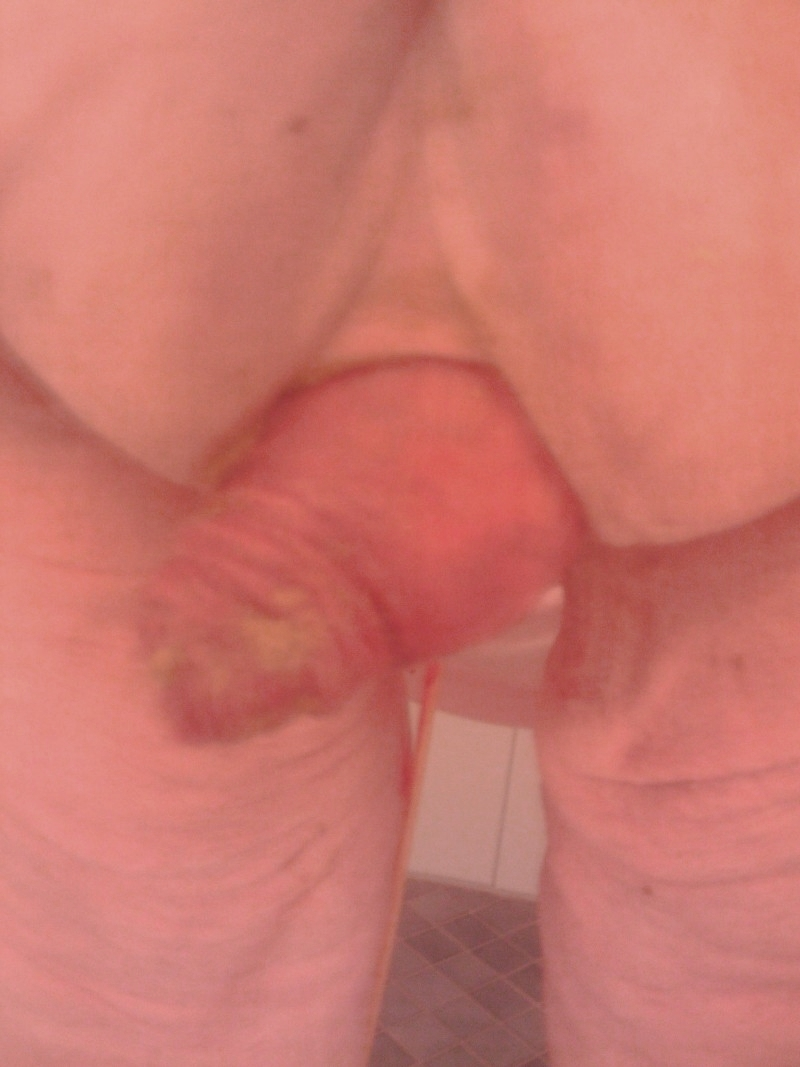
Wypadanie odbytnicy

Wypadanie odbytnicy (łac. prolapsus ani) – obwodowe pełnej grubości wgłobienie ściany odbytnicy z jej wysunięciem  się poza kanał odbytowy. Historycznie uważano, że choroba jest przepukliną ześlizgową, obecnie jednak traktuje się jako wgłobienie. W przypadku wgłobienia pełnej grubości ściany odbytnicy, ale bez wysuwania się przez kanał odbytowy mówi się o wewnętrznym wypadaniu odbytnicy.

## Przyczyny
Występuje w przypadkach powikłań leczenia chirurgicznego lub ginekologicznego w obrębie dna miednicy, spadku poziomu estrogenów, raka odbytnicy, raka esicy, w przypadku niektórych schorzeń neurologicznych, zakażeniu przywrami.
Jest częstą dolegliwością u dzieci chorych na mukowiscydozę, zwłaszcza w przypadku braku suplementacji enzymów trzustkowych. 
Jest to na tyle charakterystyczny obraz, że u dziecka u którego doszło do wypadnięcia odbytnicy należy przeprowadzić diagnostykę w kierunku mukowiscydozy, jeśli jej do tej pory nie przeprowadzono.

## Leczenie
Leczenie opiera się na postępowaniu operacyjnym. Wykonuje się operacje z dostępu kroczowego i brzusznego.